# Edmund Burke Stichting
De Edmund Burke Stichting (EBS) was een Nederlandse conservatieve denktank, vernoemd naar filosoof en politicus Edmund Burke. Leden van de stichting pleiten voor een herstel van waarden en fatsoen, het belang van familie, gezin en verenigingen, opvoeding en onderwijs in de Great Books-traditie, en voor een slanke overheid die haar kerntaken nakomt — met name op gebied van defensie en binnenlandse veiligheid. De conservatieven hebben sympathie laten blijken voor law & order, beperking van de immigratie en scepsis over de EU. Op sociaal-economisch gebied waren de EBS-conservatieven voorstander van een lage vlaktaks, het beëindigen van de vele staatssubsidies, vrijhandel, en het hervormen van de verzorgingsstaat.

## Historiek
Eind 2000 werd de stichting opgericht door onder anderen de Leidse rechtsfilosoof Andreas Kinneging, activist Joshua Livestro en journalist Bart Jan Spruyt. De EBS hield tussen oktober 2002 en december 2005 kantoor in Den Haag met enkele votlijdse medewerkers waaronder Bart Jan Spruyt als directeur. In september 2005 werd een reorganisatie aangekondigd waarbij het kantoor per 1 januari 2006 werd gesloten en de medewerkers vertrokken en de EBS zich ging richten op de kernmissie van het uitdragen van het conservatisme als filosofie, met name door middel van publicaties en een studentenprogramma (ook voor de assistent in opleiding) met conferenties, zomerscholen en masterclasses. De bedoeling is om zo de basis te leggen voor een toonaangevende conservatieve "elite": een "aristocratie binnen de democratie" die moet worden ingewijd in de klassieke bronnen van de Grieks-Romeinse oudheid en de joods-christelijke ethiek.
In november 2004 suggereerde een tv-uitzending van NOVA dat toenmalig directeur Spruyt van plan was om met Geert Wilders een nieuwe, conservatieve politieke partij op te richten. Enkele leden van de Raad van Aanbeveling, een adviserend orgaan zonder formele bevoegdheden, afkomstig uit het CDA en VVD, stapten op omdat ze geen associaties wilden hebben met Wilders. Zowel Spruyt als het bestuur van de Burke Stichting verklaarde overigens dat de NOVA-uitzending misleidend was en dat de EBS nooit betrokken zou worden bij partijpolitieke activiteiten. De statuten van de Burke Stichting verbieden het aan de stichting om zich met partijpolitiek in te laten. Oud-directeur Bart Jan Spruyt maakte op 2 januari 2006 bekend dat hij voltijds ging werken voor de fractie Groep Wilders, die hij op 17 augustus van dat jaar alweer verliet. PVV-Kamerlid Joram van Klaveren was voor zijn kamerlidmaatschap van 2010 een regelmatig bezoeker van lezingen van de stichting en schreef verschillende artikelen voor de liberaal-conservatieve websites Het Vrije Volk en de Dagelijkse Standaard.

## Financiering
Conform haar beginselen zegde de EBS geen subsidies aan te nemen, maar bleef vaag over haar financiering (de informatie op haar website beperkte zicht tot 'enkele grote donoren'). Het weekblad Vrij Nederland stelde op 31 januari 2004 dat de EBS rechtstreeks en indirect gefinancierd werd door conservatieve Amerikaanse stichtingen en rechtse miljonairs. De Groene Amsterdammer van 14 oktober 2005 liet een oud-bestuurslid aan het woord die beweerde dat de stichting was opgezet met startsubsidies van de gebroeders Baan en wees onder andere softwareproducent Microsoft en farmaciereus Pfizer aan als de belangrijkste financiers. Pfizer hechtte veel belang aan het aangewakkerde debat over de liberalisering van de zorgmarkt. Microsoft gaat met dit soort denktanks in zee omdat ze een ferm standpunt hebben over intellectueel eigendom. De sympathie van de multinationale financiers kelderde evenwel na de door Spruyt openlijk geuite sympathie voor Geert Wilders.